# De Dry Hamerkens
De Dry Hamerkens is een winkelpand aan de Hinthamerstraat in 's-Hertogenbosch en is een rijksmonument. De voorgevel is een voorbeeld van Laatgotiek en heeft een bakstenen trapgevel met overhoekse zij- en middenpinakels.

## Geschiedenis
Het huis is omstreeks 1580 gebouwd en het vormde tot 1613 een geheel met nummer 55: De Gulden Schoen. Het pand deed dienst etablissement, water en vuurhuis en als bierhuis. Omstreeks 1780 woonde in het pand de Bossche Republikein Willem Hubert en richtte hij daar de sociëteit  "Eindelijk uit d'onderdrukking" op. Begin 1900 was het huis een jeneverhuis en in 1928 werd de gevel gerestaureerd onder de stimulans van burgemeester F. J. van Lanschot. Tot aan de jaren vijftig zou het een kroeg blijven en daarna werd er in het pand een snoepwinkel gevestigd.